# Wilder Guisao
Wilder Andrés Guisão Correa (Apartadó, 30 de julho de 1991), conhecido por Wilder Guisão, Wilder ou Guisão, é um futebolista colombiano que joga como Atacante. Atualmente joga pelo Toluca.

## Carreira
Wilder Guisao iniciou a carreira no Bogotá, da Colômbia, e depois se destacou sob o comando de Osorio no Atlético Nacional.

### São Paulo
Em 20 de julho de 2015, o São Paulo anunciou a contratação por empréstimo de Wilder Guisao.
Marcou seu primeiro e único gol pelo São Paulo em partida válida contra o Ponte Preta, pelo Campeonato Brasileiro de 2015.
Após a saída de Osorio para a Seleção mexicana, não teve tantas oportunidades com Doriva, Milton Cruz, e Edgardo Bauza. Em 22 de junho de 2016, seu contrato de empréstimo foi rescindido e voltou ao Toluca. Com a camisa do São Paulo, disputou 13 partidas e anotou um gol.

## Estatísticas
Atualizado até 15 de maio de 2016.

### São Paulo
| Equipe            | Temporada         | Campeonato nacional | Campeonato nacional | Copa nacional | Copa nacional | Competições continentais[b] | Competições continentais[b] | Outros torneios[c] | Outros torneios[c] | Total | Total |
| Equipe            | Temporada         | Jogos               | Gols                | Jogos         | Gols          | Jogos                       | Gols                        | Jogos              | Gols               | Jogos | Gols  |
| ----------------- | ----------------- | ------------------- | ------------------- | ------------- | ------------- | --------------------------- | --------------------------- | ------------------ | ------------------ | ----- | ----- |
| São Paulo         | 2015              | 6                   | 1                   | 4             | 0             | –                           | –                           | –                  | –                  | 10    | 1     |
| São Paulo         | 2016              | 1                   | 0                   | –             | –             | 1                           | 0                           | 1                  | 0                  | 3     | 0     |
| São Paulo         | Total             | 7                   | 1                   | 4             | 0             | 1                           | 0                           | 1                  | 0                  | 13    | 1     |
| Total na carreira | Total na carreira | 7                   | 1                   | 4             | 0             | 1                           | 0                           | 1                  | 0                  | 13    | 1     |

- b. ^ Jogos da Copa Libertadores
- c. ^ Jogos do Campeonato Paulista

## Títulos
Atlético Nacional
- Supercopa de Colômbia: 2012
- Copa Colômbia: 2012, 2013
- Torneo Apertura: 2013, 2014
- Torneo Finalización: 2013